# Idaea abmarginata
Idaea abmarginata är en fjärilsart som beskrevs av Bohatsch 1885. Idaea abmarginata ingår i släktet Idaea och familjen mätare. Inga underarter finns listade i Catalogue of Life.